# Little Bay (Sint Maarten)
Little Bay – miasto na wyspie Sint Maarten (terytorium Sint Maarten – autonomiczna część Holandii). Według danych szacunkowych na rok 2010 liczy 2961 mieszkańców. Ośrodek turystyczny.